# Tercer sexe

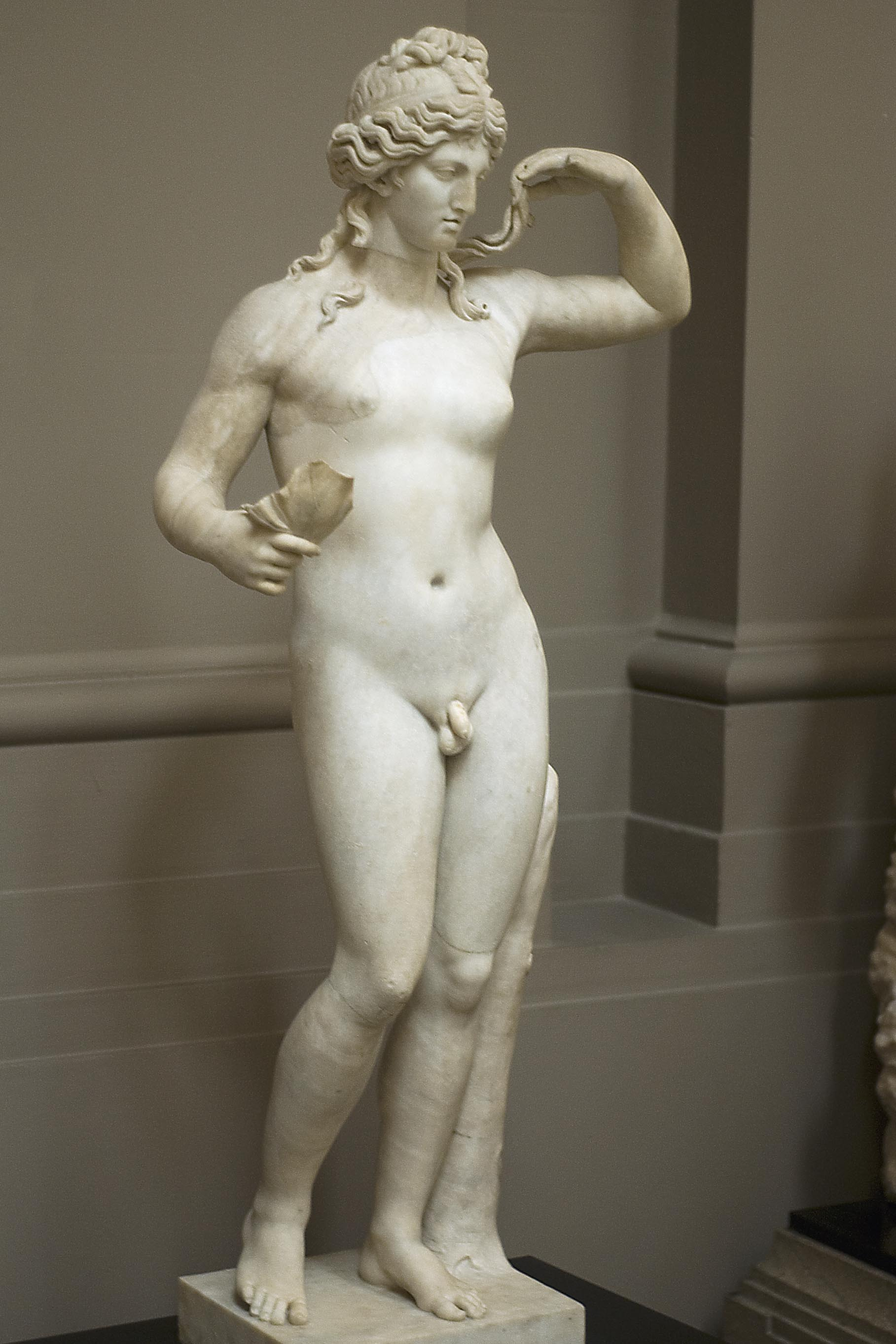
Escultura d'Hermafrodit, de qui deriva la paraula hermafrodita.

Els termes tercer sexe i tercer gènere serveixen per descriure individus que es considera que no són homes ni dones, igual que la categoria social genderqueer present en aquelles societats que reconeixen tres o més gèneres.
L'estat de no ser ni masculí ni femení pot entendre's en relació al sexe, rol genèric, identitat de gènere o orientació sexual de l'individu. En diferents cultures (o per a diferents individus), un tercer sexe o gènere pot representar un estat intermedi entre home i dona, un estat en el qual s'és tots dos, o bé un estat en el qual no s'és cap, l'habilitat de canviar de gènere, o una categoria del tot independent del masculí i el femení. Aquesta última definició és l'afavorida per aquells que argumenten per una interpretació estricta del concepte de «tercer gènere».
Aquest terme s'ha emprat per descriure a les hijra (/jishra/) d'Índia i Pakistan, els fa'afafine de Samoa, els māhū de Hawái, els muxe zapotecas de Mèxic, les kathoey de Tailàndia i les verges jurades dels Balcans, entre d'altres. També és utilitzat per molts grups i individus per descriure's a si mateixos. A Occident, les persones lesbianes, gais, transgènere i intersexuals han estat descrites com a pertanyents a un tercer sexe o gènere, encara que alguns posen objeccions a aquesta caracterització.
El terme «tercer» s'entén que sol significar simplement ‘un altre’; alguns antropòlegs han descrit un quart, un cinquè, i fins i tot molts més gèneres.

## El tercer sexe en Biologia

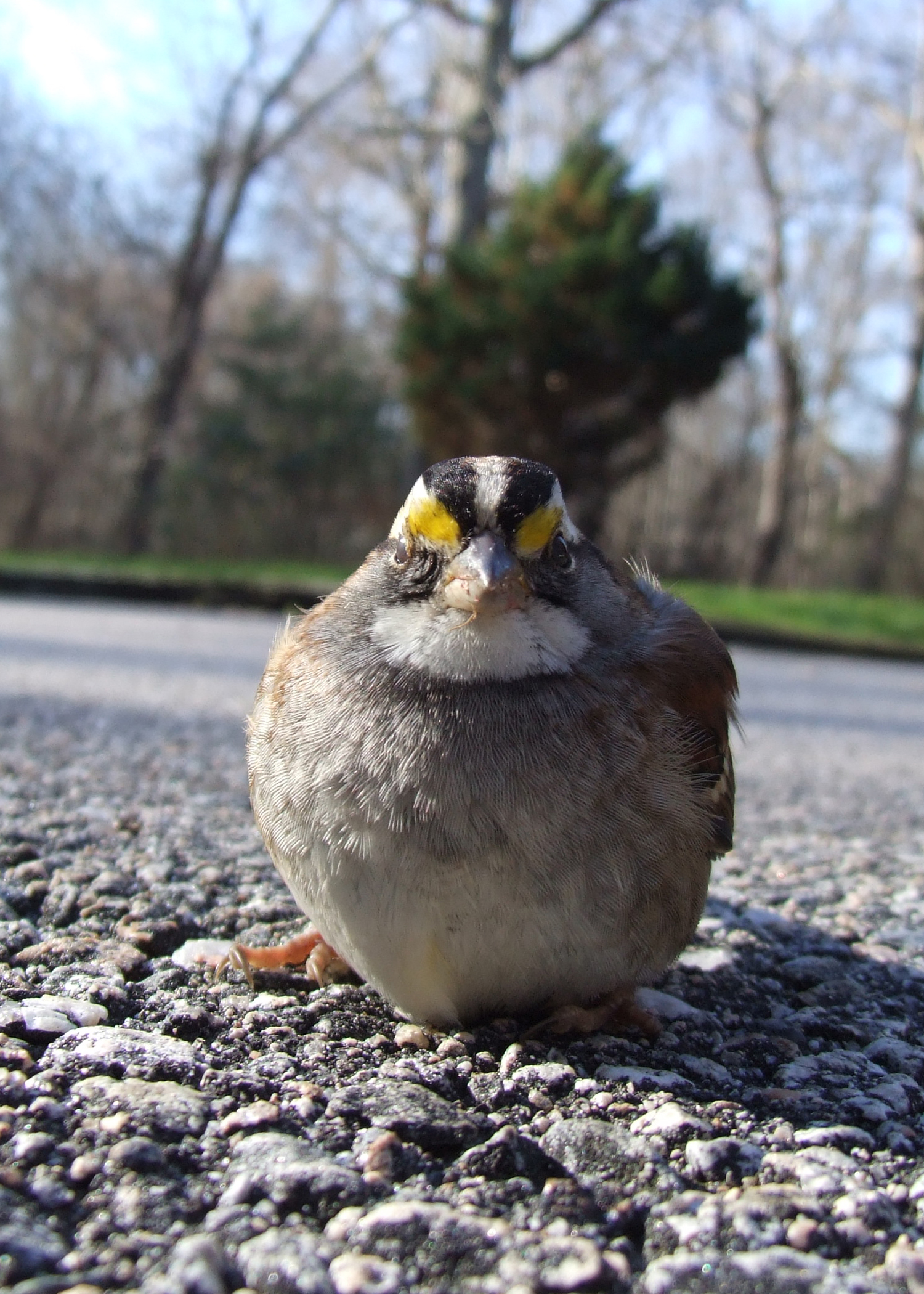
Forma amb barra blanca del pardal de coll blanc, que posseeix dues formes masculines i dues femenines diferents.

En els animals que presenten un dimorfisme sexual, un petit nombre d'individus d'una població no es diferenciaran sexualment en el seu desenvolupament en cossos típicament masculins o femenins. Això pot denominar-se hermafroditisme o ―especialment en humans― intersexualitat. La incidència varia d'una població a una altra i també varia depenent en com s'entenen la masculinitat i la feminitat. La biòloga i teòrica del gènere Anne Fausto-Sterling va proposar en un article de 1993 que per descriure els cossos humans seria més adequat parlar de cinc sexes en lloc de dos.
Pel que fa a la morfologia del sexe, la biòloga transsexual Joan Roughgarden (1946-) argumenta que en algunes espècies animals no humanes pot haver-hi més de dos gèneres. Suggereix que amb un sexe biològic determinat, poden existir múltiples possibilitats de conducta a l'abast dels organismes individuals.
Espècies amb un sexe femení i dos masculins inclouen el cérvol que té dues formes masculines, una amb banyes i una altra sense, així com diverses espècies de peixos com els pertanyents al gènere Porichthys i el Oncorhynchus kisutch. Espècies amb un tipus de femella i tres sexes masculins inclouen el Lepomis macrochirus, on quatre tipus diferents quant a color i grandària exhibeixen comportaments socials i reproductors diferents, així com el Symphodus ocellatus, el Oreochromis mossambicus (un cíclido), i el Urosaurus ornatus (un tipus de llangardaix).
Espècies amb dos tipus de mascles i dos tipus de femelles inclouen el pardal de coll blanc, en el qual les formes masculines i femenines posseeixen bé ratlles blanques, bé marrons. Els individus de ratlles blanques són més agressius i defensen un territori, mentre que els individus de ratlles marrons proveeixen més cures parentals. Un 90% de les parelles que crien són entre pardals de ratlles blanques i marrons.

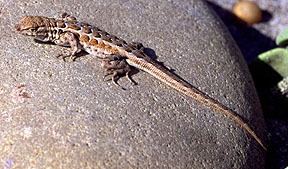
Una sargantana uta, una espècie que manifesta cinc gèneres.

Finalment, el major nombre de formes, «sexes» o «gèneres» dins d'una espècie es troba entre els llangardaixos del gènere Uta, que tenen en total cinc formes: mascles de gola taronja, que són «ultradominantes, d'alta testosterona», controladors de diverses femelles; mascles de gola blava, que són menys agressius i guarden solament una femella; mascles de gola groga, que no defensen territoris en absolut i s'agrupen al voltant dels territoris dels mascles de coll taronja; femelles de coll taronja, que ponen ous petits i són molt territorials; i femelles de coll groc, que ponen menys ous i són més tolerants entre elles.

## El tercer gènere en les societats contemporànies
Des d'almenys els anys setanta, els antropòlegs han descrit les categories de gènere en algunes cultures en les quals no podien realitzar explicacions adequades usant un marc de referència de dos gèneres. Al mateix temps, les feministes van començar a establir una separació entre el sexe (biològic) d'una persona i el seu gènere (social/psicològic). Teòrics del gènere contemporanis solen argumentar que el sistema de dos gèneres no és ni innat ni universal. Un sistema de sexe/gènere que solament reconeix les següents dues normes socials ha estat denominat «heteronormatiu»:
- genitals femenins = identitat femenina = conducta femenina = desig de parella masculina.
- genitals masculins = identitat masculina = conducta masculina = desig de parella femenina.

### El subcontinent indi
Les hijras (/jishras/) de l'Índia, Pakistan i Bangladés són probablement la població del tipus «tercer sexe» més coneguda i nombrosa al món actual ―l'organització de salut The Humsafar Trust, amb seu a Bombai, estima que hi ha entre 5 i 6 milions de jisras a l'Índia. També s'anomenen aravani/aruvani o jogappa. Sovint, encara que de forma equivocada, en anglès se'ls hi diu «eunucs», de vegades neixen com a individus intersexuats o aparentment masculins, però vesteixen robes femenines i en general no es consideren ni homes ni dones. Solament un 8% de les hijra que visiten clíniques Humsafar són nirwaan (castrats). La fotògrafa britànica Dayanita Singh va escriure sobre la seva amistat amb la jisra Mico Ahmed i les diferències entre les seves societats.
Moviments socials de hijras han realitzat campanyes per ser reconegudes com un tercer sexe. En 2005, els passaports de l'Índia van ser modificats per a tres sexes: M, F i I (masculí, femení i eunuc, respectivament).
A més del paper femení de les hijra (/jishra/), a l'Índia moderna existeixen també formes institucionalitzades de «masculinització femenina». Entre els gaddhi, en la faldilla de l'Himàlaia, algunes noies adopten el paper de sadhin, renunciant al matrimoni i vestint i treballant com a homes, però mantenint noms i pronoms femenins.
A la fi del segle xix, alguns antropòlegs van anotar l'existència d'un rol social similar en Madrás, el dels basivi.
No obstant això, l'historiador Walter Penrose conclou que en tots dos casos «el seu estatus és més de transgénere que de tercer gènere».

### Tailàndia

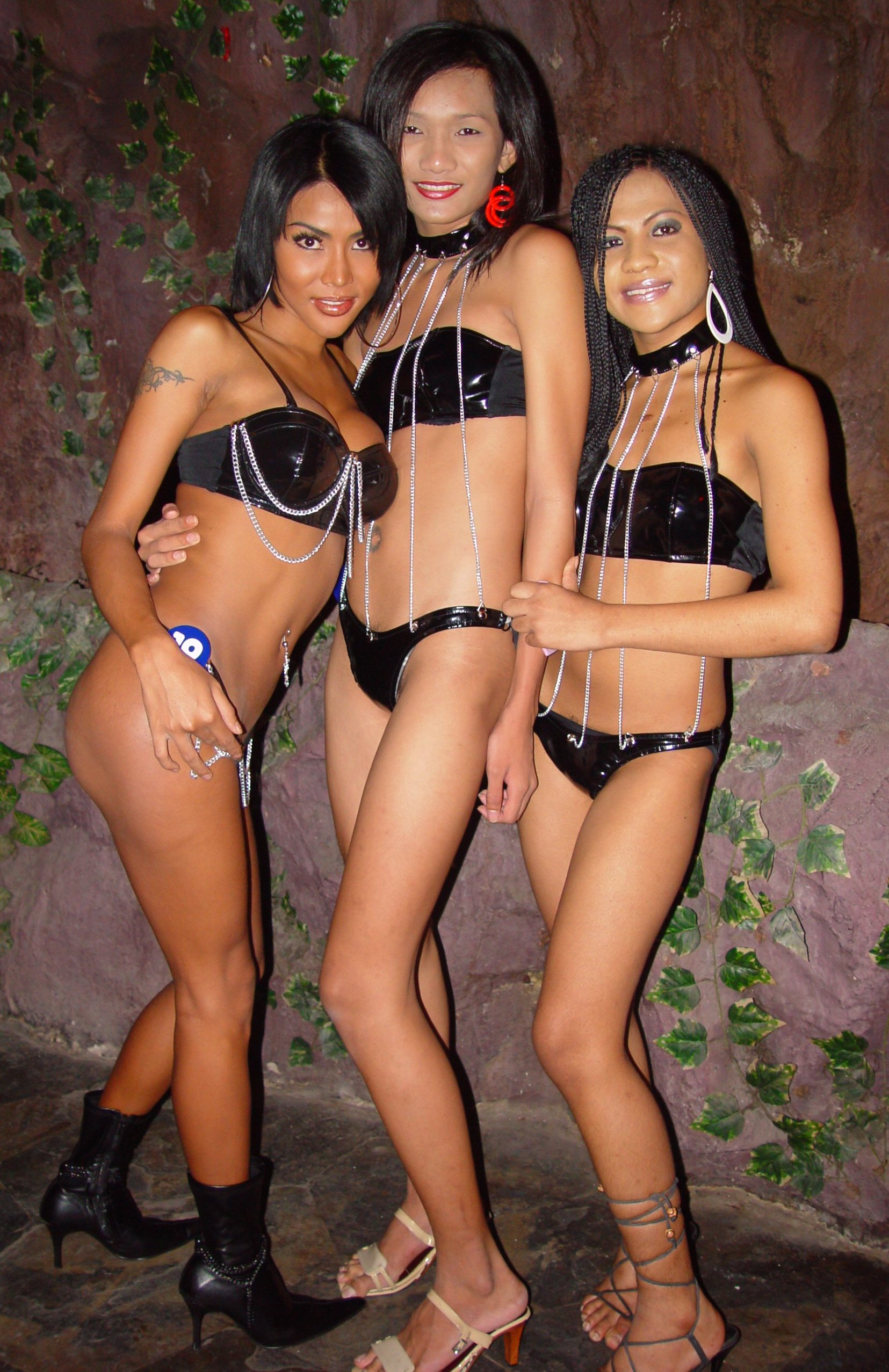
Tres kathoey treballant com a ballarines gogó a Nana Plaza (Bangkok).

A Tailàndia, les kathoey (en anglès de vegades anomenades ladyboys, ‘nois-dama’) són habitualment considerades com un tercer gènere.
No obstant això, a pesar que un nombre significatiu de tailandesos veuen a les kathoey com un tercer gènere, uns altres les veuen ja sigui com un tipus d'home o com un tipus de dona:
| «            | Vam preguntar a les nostres 190 [kathoeys] si es consideraven homes, dones, un segon tipus de dona (sao praphet song) o no home (kathoey). Cap es considerava home i només un 11% es considerava kathoey (és a dir, "no home '). En canvi un 45% es consideraven dones, i un 36% es consideraven sao praphet song […] Malauradament no es va incloure la categoria Phet tee sam ('tercer gènere'). Si ho haguéssim fet, possiblement moltes haguessin triat aquest terme. […] Al voltant del 50% [dels tailandesos no transgènere] les veu com homes amb la ment equivocada, però l'altra meitat les veu, ja sigui com a dones nascudes en el cos equivocat (al voltant d'un 15%), o com un tercer gènere (al voltant d'un 35%). | » |
| — Sam Winter | |   |

En 2004, l'Escola de Tecnologia de Chiang Mai va destinar un bany per les kathoeys, amb un símbol masculí i femení entrellaçat en la porta. A les 15 estudiants kathoey se'ls va demanar que portessin roba masculina, però se'ls va permetre portar pentinats femenins.

### Societat occidental
Alguns escriptors han suggerit que el tercer sexe va sorgir cap al 1700 a Anglaterra: el sodomita masculí. D'acord amb aquests escriptors, el fet va estar marcat per l'aparició d'una subcultura d'homes efeminats i els seus llocs de trobada (molly house), així com un marcat increment de l'hostilitat cap als homes efeminats o homosexuals. Existeixen persones que es descriuen com a «pertanyents al tercer sexe» des d'almenys la dècada de 1860, coincidint amb l'aparició dels escrits de Karl Heinrich Ulrichs, un moviment que va continuar fins a finals del segle xix amb Magnus Hirschfeld, John Addington Symonds, Edward Carpenter, Aimée Duc i uns altres. Aquests escriptors es van descriure a si mateixos i a aquells com ells com «invertits» o de gènere «intermedi», amb desitjos homosexuals, i els seus escrits advocaven per l'acceptació de tals sexualitats intermèdies.
Molts dels precedents que citen aquests escriptors pertanyen a la literatura de la Grècia clàssica i sánscrita.
En l'Alemanya de l'II Imperi, el terme drittes geschlecht (‘tercer gènere’) i mannweib (‘dona home’) també van ser emprats per descriure a feministes ―tant pels seus oponents com per les feministes mateixes―.
En la novel·la Das dritte geschlecht (‘el tercer sexe’, 1899), de Ernst Ludwig von Wolzogen, les feministes van ser retratades com a «neutres», amb característiques físiques externes femenines, acompanyades per una psique lesionada masculina.
Al llarg de gran part del segle xx, el terme «tercer sexe» va ser una descripció popular dels homosexuals i de les sexualitats no conformistes, però després del moviment d'alliberament gai dels anys setanta i una creixent separació dels conceptes, el terme va caure en desús entre la comunitat LGBT i el públic en general. Amb la renovada exploració de la sexualitat que van promoure la teoria queer i els moviments feminista i transgénere, algunes persones a Occident han començat a descriure's de nou com un tercer gènere. Un moviment social ben conegut de persones que no s'identifiquen com a homes ni com a dones és el de Radical Faeries. Altres identitats modernes que cobreixen un terreny similar inclouen als pangénere, bigènere, genderqueer, andrògin, intergènere, «altres gèneres» (other gender) i «de gènere diferent» (differently gendered).
El terme no-binari, que es refereix a aquells que no s'identifiquen com a home ni com a dones, és emprat cada vegada més per referir-se a un gènere subjectiu que no és masculí ni femení ―un exemple recent està en el formulari de l'Harvard Business School, que dona tres possibles sexes: masculí, femení i no binari.
L'1 de novembre de 2013, Alemanya reconeix el dret als progenitors a no inscriure als seus fills amb un sexe o un altre en el registre civil.

### Cultures indígenes d'Amèrica del Nord
Les cultures indígenes d'Amèrica del Nord han estat molt relacionades amb múltiples sexes, i sovint efectivament tenen categories socials de sexes que són col·lectivament coneguts com «dos esperits». Exemples individuals inclouen les winkte de la cultura lakota, les ninauposkitzipxpe (‘dones amb cor d'home’) dels blackfeet i les muxe zapotecas a Mèxic.
Diversos estudiosos han debatut sobre la naturalesa d'aquestes categories, a més de la definició del terme «tercer sexe». Diferents investigadors poden caracteritzar als dos esperits com algú que canvia de sexe (gender-crosser), de sexe mixt (mixed gender), de sexe intermedi (intermediate gender) o pertanyent a un tercer o quart sexe diferenciat que no són dependents del masculí o femení com a categories primàries. Aquells (com Will Roscoe) que han defensat aquesta última interpretació, també defensen que els rols socials dels «dos esperits» no s'han d'entendre com els d'un tercer sexe. L'antropòleg Jean-Guy Goulet (1996) fa un resum de la literatura existent:
| «                        | Per resumir: «berdache» pot referir-se a una categoria d'éssers humans masculins que tenen un estatus social determinat diferent de la d'home o dona (Blackwood 1984; Williams 1986: 1993); una categoria d'éssers humans masculins i femenins que es vesteixen i comporten «com a membres del sexe oposat» (Angelino & Shedd 1955; Jacobs 1968; i Whitehead 1981); o categories d'éssers humans masculins i femenins que ocupen un tercer o quart sexe clarament establert (Callender & Kochems 1983a; 1983b; Jacobs 1983; Roscoe 1987; 1994). No obstant això, Scheffler (1991: 378) veu entre els «berdaches» i «amazones» dels nadius americans «situacions en els que a alguns homes (més rarament dones) se'ls permet actuar, en cert grau, com si fossin dones (o homes) i pot hablárseles com el seu fossin dones (o homes) o amb un anòmal el-ella o ella-el »Des del punt de vista de Scheffler (1991: 378),« les dades etnogràfiques citats per Kessler i McKenna (1978), i més recentment per Williams (1986), proporcionen la prova definitiva que no es considerava que aquestes persones havien canviat d'una categoria sexual (o en la terminologia de Kessler i McKenna, de gènere) a una altra, sinó que només eren " dones "(o" homes ") de forma metafòrica». En altres paraules, no hem d'imaginar un sistema de sexes múltiples. Individus que apareixien amb la vestimenta o les ocupacions del sexe oposat, només eren membres del sexe o gènere oposat en sentit metafòric. | » |
| — Jean-Guy Goulet (1996) | |   |

El terme «berdache» o també «bardaje», és considerat molt ofensiu per molts dos esperits i indígenes a causa del seu pejoratiu origen històric. Va ser emprat per primera vegada pels colons europeus de manera despectiva, amb el significat d'home submís i afeminat. El terme «dos esperits» és un calc de l'anglès two-spirit creat en 1990 per expressar una identitat reconeguda per molts pobles indígenes i és preferit habitualment com la forma més respectuosa.

### Uns altres
Les següents categories també han estat descrites com a pertanyents al tercer sexe:

#### Orient Mitjà
- Oman: khanith o khaneeth.[33]

#### Àsia-Pacífic
- Polinèsia:
  - fa'afafine (Samoa),[34]
  - fakaleiti (illes Tonga),
  - māhū wahine (Hawái),
  - māhū vahine (Tahití),
  - whakawahine (maorí) i
  - akava'ine (illes Cook).[35]

- Indonèsia: waria.[36]
  - illes Célebes: en la cultura bugis s'han descrit tres sexes: masculí, femení i intersexe, així com cinc «gèneres» amb rols socials diferenciats.[4]

- Filipines: una sèrie d'identitats sexuals/gèneres són habitualment nomenades com a tercer sexe en la parla popular, a més d'en alguns estudis acadèmics. Termes locals per a aquestes identitats (que són considerats com derogatoris per alguns) inclouen bakla (tagalo), bayot (cebuano), agi (ilongo), bantut (tausug), binabae, bading ―tots ells es refereixen a homes gais efeminats o transsexuals―. Les dones són anomenades lakin-on o tomboy.[37]

#### Europa
- Balcans: verges jurades, dones que treballen i vesteixen com a homes i empren espais reservats per als homes, però no es casen.[2]

#### Àfrica
- Etiòpia meridional: ashtime de la cultura maale.[38]

- Kenya: mashoga de les àrees que parlen suahelí de la costa kenyana, particularment en Mombasa.

- República Democràtica del Congo: mangaiko entre els mbo.[39]

#### Amèrica Llatina i el Carib
- Els transvestits d'Amèrica Llatina han estat descrits com un tercer sexe, encara que no es veuen a si mateixos com a tals. Don Kulick ha descrit el món dels transvestits en el Brasil urbà en dues categories: «homes» i «no homes», amb dones, homosexuals i travestis pertanyent a la segona categoria.[40]

- República Dominicana: güevedoce (‘ou als dotze’), nenes intersexuades —a causa d'una deficiència en la 5-alfa reductasa— que en la pubertat es converteixen en homes; la majoria dels pacients desenvolupen un micropene, i en general són infèrtils.[41][42] El mateix fenomen és conegut com a kwolu-aatmwol entre els sambia, en l'altiplà oriental de Papua Nova Guinea.[43]